# Селиванов, Арнольд Сергеевич
Арнольд Сергеевич Селиванов (1935—2019) — советский и российский инженер-конструктор в области разработки радиотехнических средств для космической техники, доктор технических наук (1970), профессор (1988), академик Российской академии электротехнических наук (1995), академик Нью-Йоркской академии наук (1995). Лауреат Ленинской премии (1966). Государственной премии СССР (1986). Заслуженный деятель науки Российской Федерации (2006).

## Биография
Родился 19 июня 1935 года в Москве.
С 1958 года после окончания Московского электротехнического института связи работал на кафедре телевидения, под руководством С. И. Катаева, заведовал лабораторией. 
С 1960 года работал в Научно-исследовательском институте космического приборостроения занимая последовательно должности —
начальника Научно-исследовательской группы, начальника отделения и отдела. В 1965 году был создателем системы завершения съемки обратной стороны Луны, в 1966 году получения первых панорам ТВ-изображений лунной поверхности , в 1975 и 1982 году поверхности Венеры, в 1971, 1973 и 1989 годах — съемки Марса и других исследований космического пространства и изучения природных ресурсов Земли из космоса. А. С. Селиванов был одним из участников разработки телевизионных систем для второго из серии советских лунных дистанционно управляемых самоходных аппаратов-планетоходов Луноход-2 и принимал активное участие в создании радиотехнических средств для обеспечения полетов межпланетных станций и других космических аппаратов научного назначения. Под его руководством были разработаны радиосистемы для космических аппаратов среднего космоса по программам «Астрон», «Гранат», «Интербол», Коспас-Сарсат, «Метеор».
С 1982 по 2002 годы А. С. Селиванов являлся техническим руководителем российской части международной космической системы поиска и спасения Коспас-Сарсат и главным конструктором бортовых радиокомплексов межпланетных станций. Одновременно с 1971 по 1972 годы преподавал в МИРЭА. С 1997 года первый заместитель генерального конструктора и начальник Экспертно-аналитического центра РКС. С 2002 года — главный научный сотрудник-директор и основатель Технико-исторического музея РКС.
Умер 3 марта 2019 года в Москве. Похоронен на Митинском кладбище.

## Патенты
- Узкополосная телевизионная система (Патент №507962)
- Способ определения элементов ориентирования съемочных устройств в системе координат носителя (Патент №534650)
- Узкополосная телевизионная система (Патент №571934)
- Устройство для записи и воспроизведения видеосигнала (Патент №674241)
- Сканирующее устройство (Патент №877460)

## Награды

### Ордена
- Орден Трудового Красного Знамени (1976)

### Премии
- Ленинская премия (1966)
- Государственная премия СССР (1986)

### Звания
- Заслуженный деятель науки Российской Федерации (2006)